# Lacinipolia palilis
Lacinipolia palilis är en fjärilsart som beskrevs av Harvey 1875. Lacinipolia palilis ingår i släktet Lacinipolia och familjen nattflyn. Inga underarter finns listade i Catalogue of Life.